# Aleksandr Kurochkin
Pour les articles homonymes, voir Kourotchkine.
Aleksandr Kurochkin (né le 23 juillet 1961) est un athlète soviétique (kazakh), spécialiste du 400 m.
Son meilleur temps manuel est de 45 s 3 et son meilleur temps automatique de 45 s 52, tous deux obtenus à Moscou en 1984. Ce dernier temps est le record national qu'il a égalé en 1985 et qui n’a été battu qu’en 2019 par Mikhail Litvin. Il obtient la médaille d'or du relais 4 x 400 m, à la fois lors des Jeux de l'Amitié et aux Goodwill Games de 1986 avec l'équipe soviétique.